# الیزابت آرمسترانگ
الیزابت آرمسترانگ (انگلیسی: Elizabeth Armstrong؛ زادهٔ ۳۱ ژانویهٔ ۱۹۸۳) بازیکن واترپلو اهل ایالات متحده آمریکا است.